# 将監 (印西市)
将監（しょうげん）は、千葉県印西市の大字。郵便番号270-2301。

## 地理
北は栄町押付、東は安食卜杭、南東は松木、南は笠神、西は本埜小林、北西は栄町南に隣接している。

## 小字
小字は以下の通り。
- 清兵エ脇（せいべえわき）
- 堤附（つつみつき）
- 四間道附（よんけんみちつき）
- 高津（たかつ）
- 待網（まちあみ）
- 古川（ふるかわ）
- 堤外（ていがい）
- 上堤外（かみていがい）

## 歴史
江戸期は将監新田であり、下総国印旛郡のうち。笠神埜原新田に属する。寛文年間笠神村立野原を開発して成立。寛文11年国手形寺請状改綴によれば、入百姓26、出身地は布川領19、印西領4など（吉植家文書）。はじめ幕府領、元禄3年から佐倉藩領、享保8年から再び幕府領、なお、一部が天保10年浜松藩領、弘化2年幕府領、同４年再び浜松藩領となり、以後幕府・浜松藩の相給。村高は、「元禄郷帳」「天保郷帳」ともに見えず、「旧高旧領」134石余。江戸中・後期は笠神埜原新田10か村組の1つで、天保3年十ヶ村請免状写によれば、反別26町5反余、大部分が畑・埜地畑高で、年貢は米8斗余・永5貫37文。また、同9年諸商渡世向取調書上帳によれば、家数30、うち居酒屋2・穀物買1・小間物1・菓子卸1・餅菓子出商2・絞油屋1、他は農業、人数174（吉植家文書）。明治6年千葉県に所属。神社は大竜神社・天神社、寺院は真言宗密蔵院、ほかに念仏庵（印旛郡誌）。明治22年埜原村の大字となる。

### 年表
- 1873年（明治6年） - 千葉県に所属。
- 1889年（明治22年）4月1日 - 町村制施行し、下曽根新田、下井新田、松木新田、将監新田、中田切新田、長門屋新田、和泉屋新田、佐野屋新田、甚兵衛新田、中根新田、行徳新田、松虫新田、押付新田、萩原新田、安食卜杭新田の大部分、小林新田、酒直卜杭新田が合併し埜原村が発足。埜原村大字将監新田となる。
- 1910年（明治43年） - 将監新田が改称し、埜原村大字将監となる[5]。
- 1913年（大正2年）4月1日 - 本郷村・埜原村が合併し、本埜村が発足。本埜村将監となる。
- 2010年（平成22年）3月23日 - 印旛村・本埜村が印西市に編入。印西市将監となる。

## 世帯数と人口
2017年（平成29年）10月31日現在の世帯数と人口は以下の通りである。
| 大字 | 世帯数 | 人口  |
| ---- | ------ | ----- |
| 将監 | 64世帯 | 167人 |

## 施設
- 将監青年館
- 蜜蔵院
- 大龍神社

## 交通

### 道路
- 国道
  - 国道356号